# Acarbose
Acarbose é um fármaco utilizado pela medicina como redutor da glicemia, hipoglicemiante. Retarda a absorção de amido e carboidratos grandes pela glicosidase alfa. É uma biotecnologia obtida através de filtrados de fungos, do grupo actinomicetos.

## Mecanismo de ação
O fármaco é inibidor da enzima alfaglicosidase. Quando ingere-se carboidrato, com esta enzima inibida, é possível diminuir a quantidade de glicose no sangue. A alfa-glicosidase ajuda na absorção da glicose ingerida nas refeições promovendo uma maior concentração no sangue. Com a inibição desta enzima, além de reduzir a hiperglicemia o alimento leva mais tempo para concluir a digestão diminuindo a necessidade de novas refeições.

## Administração
Deve ser tomada antes das refeições, 3 a 4 vezes por dia. Adultos podem tomar doses de 25 a 50mg. Doses mais altas causam maior produção de gases e diarreia. Mesmo tomando a acarbose deve-se continuar fazendo controle glicêmico regularmente.

## Indicações
A acarbose é indicada no tratamento de diabetes mellitus tipo 2 e também tipo 1 em associação com a insulina. Pode ser usado no pré-diabetes. Provavelmente é segura na gravidez, mas faltam mais estudos (categoria B).

## Contra indicações
É contra indicada em caso de:
- Hérnias intestinais
- Doença inflamatória intestinal
- Insuficiência renal severa
- Insuficiência hepática
- Síndrome de Roemheld
- Enterite, Colite ou Enterocolite

## Efeitos colaterais
Como a acarbose previne a degradação de carboidratos complexos em glicose, mais carboidratos permanecem no intestino e chegam ao cólon. No cólon as bactérias digerem carboidratos complexos causando efeitos secundários gastrointestinais como flatulência (em 78% dos pacientes) e diarreia (em 14% dos pacientes). Estes efeitos são relacionados com a dose sendo, em geral, aconselhável começar com uma dose baixa e aumentar gradualmente até a quantidade desejada. Um estudo descobriu que os efeitos colaterais reduzem significativamente reduz ao longo de 24 semanas (de 50 a 15%), mesmo com dosagem constante.